# 傅圆天
傅圆天（1925年—1997年7月3日），男，四川简阳人，中国道士。1946年到成都灌县黄龙观出家修道，为全真龙门派道士，1956年主持青城山上清宫事务，积极组织道众劳动自养。1980年開始任青城山道教協會會長，后任中國道教協會常務理事、成都道教協會會長、灌縣政協副主席、成都市政協常委、四川省政協常委，1992年3月被推选为中国道教协会第五任会长。

## 生平
1925年農曆五月，傅圆天出生在四川省简阳市九龍場一戶農民家庭。
1946年，因家庭艰难，傅圆天至成都灌县水磨乡黄龙观出家，拜张永平道长為师，成为全真龙门派道人。
1964年，由道众推举成爲上清宫当家。
1966年“文化大革命”爆发，道教受到冲击，位于青城山顶峰的上清宫，亦未能够避免遭受攻擊。傅圆天對此狀況感到大惑不解，“民不畏死，奈何以死惧之”（《道德经》第七十四章句），於是接易心莹大师居上清宫，亲自奉养。每日仍率領道众進行劳动，维护古道观。其後他将道家秘传之猕猴酒配方，經勾兌試驗后發明了“道家洞天乳酒”。为谋道众生计，开始设厂制作。在慢慢经济效益的時候引起了某些人的眼红，以人民公社名义強令酒廠归“公”，並将傅圆天排挤出厂。傅圆天離厰后率領道众务农，乳酒厂因强占者不知制作秘方且不善经营，因亏损于不久后倒闭。
1975年，灌县文物管理所接管青城山全部道教宫观，没收庙产及道士私人財產，易心莹大师的私人錢物亦被没收，经书、法器等被没收銷毀，並要求住庙道众繳納房租，強令道众以高价购买信徒供奉的神灯油，青城山道教雖存實亡。易心莹大师含恨而死。傅圆天悲憤之餘仍繼續率領道众砍樵谋生。
1978年中国共产党十一届三中全会以后，中国政府拨乱反正，開始落实宗教信仰自由政策，青城山道教界得以重见天日。傅圆天开始为恢复青城山道教宫观原貌而奔忙。他率領道众下山挑粮，开办为香客、旅游服务的餐馆，以解决青城山道众的生活问题，又多方筹募资金，维修危旧庙宇殿堂，並開始重新筹办“道家洞天乳酒”酒厂。
1980年，青城山道教协会成立，傅圆天当选为会长，兼任常道观监院。其後又当选为中国道教協會常务理事、成都市道教协会會长、灌县政协副主席、成都市政协常委、四川省政协常委。主要负责青城山七座宫观(即建福宫、常道观、祖师殿、朝阳洞、上清宫、圆明宫、玉清宫)、两个工厂(洞天乳酒厂和茶厂)的经营管理事务，以及新津老君山、大邑鹤鸣山、彭县葛仙山、彭县丹鼎山、成都青羊宫、灌县二王庙等地的道教教务，並開始定期出席中国道协的会务会议及县、市、省政协的参政议政会议。
1985年，青城山青龙岗洞天贡茶厂和响水洞洞天乳酒厂正式投产，傅圆天被四川省政府授予重大科技成果奖。
1986年，中国道教協會第四届代表会上被选为中国道教协会副会长。
1989年，被推选为中国道协道教文化研究所名誉所长和中国道教学院副院长。
1989年，11月12日至12月2日(农历十月十五日至十一月五日)，道教全真派于祖庭北京白云观举行传戒受戒活动，傅圆天被授予“大师”称号。
1992年3月，中国道教協會第五次全国代表会议上改选领导成员，傅圆天被选为中国道教协会第五届理事会会长，兼任中国道教学院院长。同时獲任第八届全国政协常务委员，開始參與议政。
1995年11月，全真派于四川青城山举行传戒仪典，傅圆天被推举为方丈、全真第二十三代大律师。
1997年7月3日，傅圓天于四川省青城山仙逝。